# Anuncotendipes kakadu
Anuncotendipes kakadu är en tvåvingeart som beskrevs av Peter Scott Cranston 1999. Anuncotendipes kakadu ingår i släktet Anuncotendipes och familjen fjädermyggor. Inga underarter finns listade i Catalogue of Life.